# Neu Ulm Challenger 1994
Il Neu Ulm Challenger 1994 è stato un torneo di tennis facente parte della categoria ATP Challenger Series nell'ambito dell'ATP Challenger Series 1994. Il torneo si è giocato a Nuova Ulma in Germania dall'11 al 17 luglio 1994 su campi in terra rossa.

## Vincitori

### Singolare
Oscar Martinez Dieguez ha battuto in finale  Václav Roubíček con il punteggio di 6–1, 6–1

### Doppio
Donald Johnson /  Jack Waite hanno battuto in finale  Vladimir Gabričidze /  Andrej Merinov con il punteggio di 4–6, 6–2, 6–0